# Sumber Arum (Sukaraja)
Sumber Arum is een bestuurslaag in het regentschap Seluma van de provincie Bengkulu, Indonesië. Sumber Arum telt 868 inwoners (volkstelling 2010).